# Mas de l'Ardiaca (Tortosa)
El Mas de l'Ardiaca és una masia de Tortosa (Baix Ebre) protegida com a bé cultural d'interès local.

## Descripció
És una masada situada vora la carretera de Tortosa a l'Aldea, a 3 km de Tortosa. Consta d'un cos principal, en origen habitatge, de planta rectangular, i d'una sèrie de construccions més petites adossades a la part posterior i al lateral que mira la carretera. Una d'elles, que fa angle recte amb la façana, és una petita capella. Tot el conjunt es troba enlairat respecte al nivell del terra, i el desnivell a la façana resta solucionat mitjançant uns graons que porten fins a una terrassa davantera.
El cos principal consta d'un sector de planta baixa i pis, cobert amb teulada a doble vessant. L'altre cos és només de planta i funciona com a terrassa del cos principal a nivell del primer pis. Les obertures, concentrades a la façana, són allindades i senzilles. La capella és un espai rectangular petit, cobert amb teulada a doble vessant. Presenta una espadanya a la façana, i una única finestra petita sobre la porta. L'interior, amb volta de mig punt amb llunetes, s'utilitza actualment com a magatzem. Es conserva l'emmarcament de tipus barroc del quadre dedicat a la Verge, avui dia traslladat a l'església de Sant Llàtzer, al Raval de la Llet.

## Història
Conegut com a Mas de l'Ardiaca, per haver pertangut al Capítol de la catedral de Tortosa. La capella era dedicada a la Mare de Déu de l'Aldea. Es tractava d'una parada obligatòria en les romeries que es feien a l'Aldea, a l'Església que portava el mateix nom, per a demanar aigua a la Verge en temps de sequera. N'hi havia una altra, amb capella inclosa, just a l'alçada de l'actual accés a l'autopista AP-7, des d'aquesta carretera. El conjunt, que es trobava en un estat de conservació força dolent, fou refet i convertit en restaurant el 1988. Porta el mateix nom de "Mas de l'Ardiaca".